# Niel
Niel (nederländskt uttal: [nil]) är en kommun i provinsen Antwerpen i regionen Flandern i Belgien. Kommunen har cirka 10 546 invånare (2020).